# بو هانسون (ورزشکار)
بو هانسون (انگلیسی: Bo Hanson; ۷ اوت ۱۹۷۳ – ) قایقران روئینگ اهل استرالیا بود.
وی در مسابقات کشوری و بین‌المللی در مجموع برندهٔ ۱ مدال طلا، ۲ مدال نقره، ۳ مدال برنز شده‌است.